# Theaterfotografie

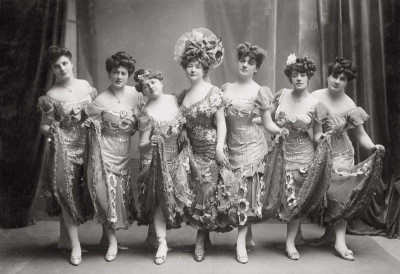
Grisetten des Theaters an der Wien im Atelier Ludwig Gutmanns 1906

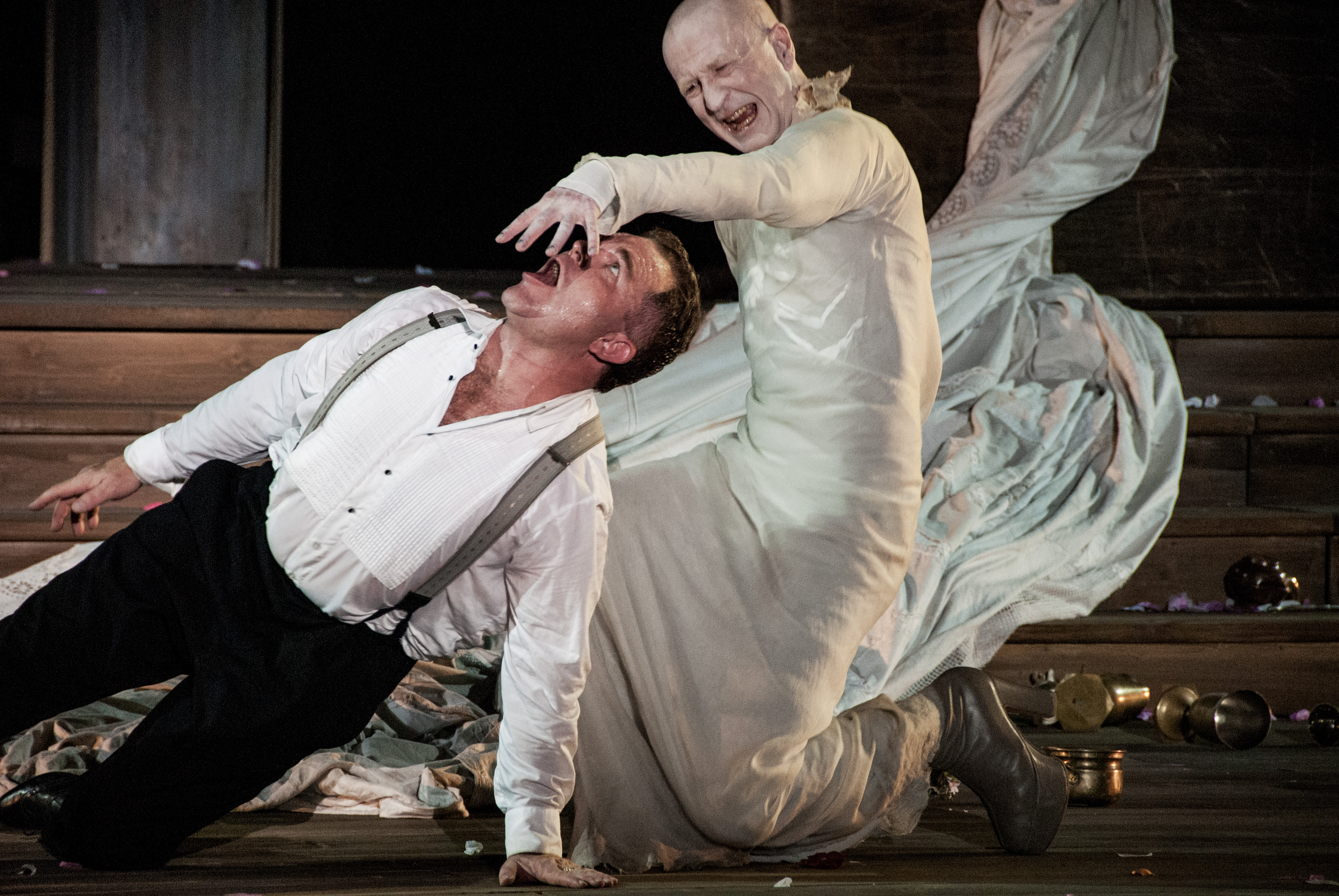
Hofmannsthals
Jedermann
bei den Salzburger Festspielen 2014

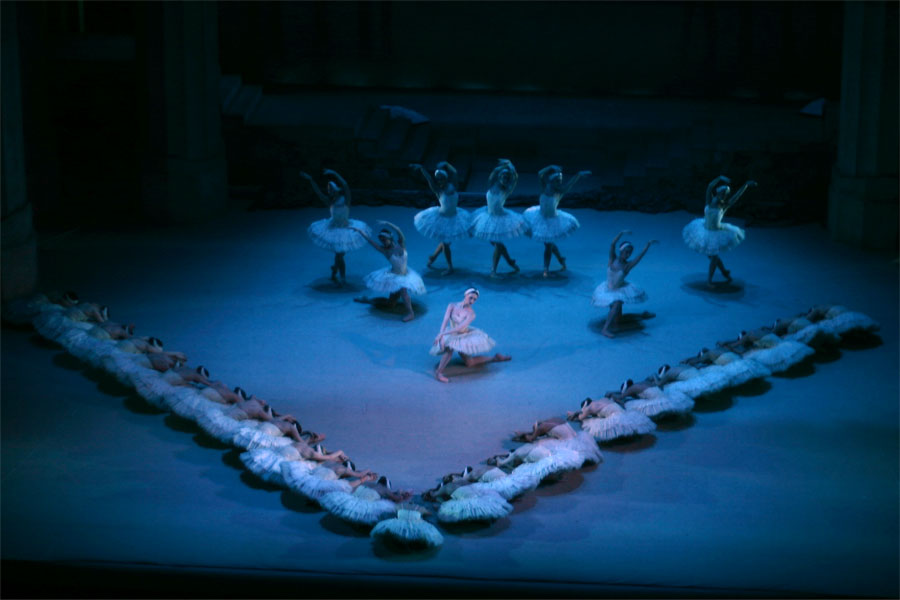
Tschaikowskis Schwanensee
an der Wiener Staatsoper, 2004

Die Theaterfotografie, auch Bühnenfotografie, ist ein Genre der Fotografie. Ihre Motive sind Darsteller auf Theaterbühnen sowie Kulissen oder (selten) Requisiten beziehungsweise Bühnenbilder. Richtungen der Theaterfotografie sind Schauspiel, Oper, Ballett, Figurentheater, Kabarett, Varieté und Künstlerporträts.

## Genre
Die Theaterfotografie dient der Dokumentation und der Werbung für ein Theater. Zur Dokumentation gehört das Festhalten eines künstlerischen Ausdrucks, die Darstellung, die Umsetzung des Themas und auch der Bühnengestaltung. Aufnahmen von Theaterszenen und Darstellern werden in Schaukästen, für Theaterplakate, Programmhefte und für Annoncen verwendet. Die umfangreichste Verwendung finden Theaterfotos in den Medien, vorwiegend zur Illustration von Kritiken und Rezensionen, häufiger zur Vorankündigung neuer Inszenierungen.
Professionelle Theaterfotografen sind in der Regel Freiberufler und werden für die jeweilige Inszenierung gebucht, wobei Verträge über die gesamte Theatersaison durchaus üblich sind.  Einige große Theater haben eine eigene Werbe-Abteilung, in denen auch festengagierte Fotografen arbeiten.

## Praxis
Die Verwendung digitaler Spiegelreflexkameras und lichtstarker Objektive mit unterschiedlichen Brennweiten -abhängig von der Bühnengröße-, ermöglichen dem Theaterfotografen, auf die unterschiedlichsten Lichtstimmungen auf der Bühne zu reagieren. Viele Theaterfotografen fotografieren  zudem im RAW-Format, um Farbstiche und abweichende Farbtemperaturen im digitalen Workflow ausgleichen zu können. Zudem lässt die Digitalfotografie eine schnelle und zeitnahe Veröffentlichung der Fotos in den Medien zu.
Die Fotografien wurden bis in die 2010er Jahre hauptsächlich bei Proben gefertigt. Seit Einführung lautloser Kameras können professionelle Fotografen auch während einer Aufführung fotografieren ohne selbige zu beeinträchtigen. Oft gibt es vor der Premiere extra angesetzte Foto- und TV-Proben, zu denen Pressefotografen eingeladen werden. Foto- und TV-Proben sind zum Beispiel in allen Theatern und Opernhäusern in Berlin und Hamburg, Heidelberg, Salzburg und Wien der Standard. Durch die Verbreitung von geräuschlosen Verschlüssen auch bei Vollformatkameras ist Fotografieren seit dem Beginn der 2020er Jahre auch während einer Aufführung möglich. Voraussetzung ist ein stabilisiertes flackerfreies Licht, vom Rampenlicht bis zum kleinen Licht des Notenständers.

## Bekannte Bühnenfotografen
Bedeutender Theaterfotograf des 19. Jahrhunderts war Nadar (1820–1910).
| 1900–1945 - Rosemarie Clausen (1907–1990) - Hugo Erfurth (1874–1948) - Ludwig Gutmann (1869–1943) - Elli Marcus (1899–1977) - Gjon Mili (1904–1984) - Ursula Richter (1886–1946) - Ruth Wilhelmi (1904–1977) - Fred Erismann (1891–1979) |  | 1945–2000 - Ludwig Binder (1928–1980) - Andreas Birkigt (geb. 1949) - Werner Borchmann (1899–1962) - Jochen Clauss (1927–1996) - Harry Croner (1903–1992) - Mara Eggert (geb. 1938) - Eva Kemlein (1909–2004) - Siegfried Lauterwasser (1913–2000) - Fred Erismann (1891–1979) - Joachim Fieguth (1942–2019) - Wilfried Hösl (geb. 1957) - Archie Kent (1956–2003) - Pedro Kramreiter (geb. 1939) - Elli Marcus (1899–1977) - Gjon Mili (1904–1984) - Stefan Moses (1928–2018) - Fritz Peyer (1919–2001) - Barbara Pflaum (1912–2002) - Erio Piccagliani, Hausfotograf der Scala 1950–1979 - Abraham Pisarek (1901–1983) - Peter Riesterer (1952–2011) („Kranichphoto“) - Monika Rittershaus (geb. 1970) - Thomas Schadt (geb. 1957) - Marion Schöne - Liselotte Strelow (1908–1981) - Wolfhard Theile (1940–2006) - Abisag Tüllmann (1935–1996) - Bernd Uhlig (geb. 1953) - Helga Wallmüller (geb. 1926) - Ruth Walz (geb. 1941) - Ruth Wilhelmi (1904–1977) |  | 21. Jahrhundert - Thomas Aurin (geb. 1963) Berlin - Andreas Birkigt (geb. 1949) Leipzig - Mara Eggert (geb. 1938) Berlin - Iko Freese (geb. 1971) Berlin, international - Ursula Kaufmann (geb. 1946) Essen, international - Christian Michelides (geb. 1957) Wien, international - A. T. Schaefer (geb. 1944) - Karen Stuke (geb. 1970) Berlin - Axel Zeilinger Wien |